# Manoir de Moréac (Arradon)
Le manoir de Moréac est un édifice situé à Arradon en France.

## Localisation
Le manoir est situé sur le territoire de la commune d'Arradon, au lieu-dit Moréac, dans le département du Morbihan en région Bretagne.

## Description
Manoir à plan allongé, il date des XVe et XVIIe siècles. Le premier logis est construit en moellons de granite, à comble à surcroît, couvert en ardoises d'un toit à longs pans à pignon découvert, escalier droit extérieur en maçonnerie pour accéder au comble, pigeonnier dans le mur de façade. Le second logis est construit  en moellons, à un étage carré, pigeonnier dans le pignon est, couvert d'un toit à longs pans à pignon découvert ; escalier tournant à retours avec jour dans la tour postérieure couverte en pavillon et couronnée d'une pièce belvédère en pan de bois, cheminée est du rez-de-chaussée portant blason non identifié. Ferme en moellon à comble à surcroît, couverte d'un toit à longs pans à pignon couvert, pierre incluse dans l'élévation sud avec monogrammes A.M. et I.H.S. surmonté d'une croix.

## Historique
Manoir mentionné dès 1443, alors propriété d'Olivier de Brenesquel. En 1462, il appartient à Jean Tubouc qui fait sans doute construire le logis est. La partie haute de ce logis est remaniée au début ou au milieu du XVIe siècle, sans doute pour Guillaume de Vannes, alors propriétaire. Le pigeonnier est bouché à une date inconnue. Construction du logis ouest au XVIIe siècle17e siècle, de même que la tour d'escalier postérieure. Celle ci est rehaussée en 1787 (date portée sur la façade postérieure) , et l'escalier est refait. Le logis de la ferme est daté de 1785. La tour est augmentée d'un belvédère vers 1890. Puits datant de la fin du XVIe siècle. Logis de ferme à l'ouest daté 1789. Chapelle figurant sur le cadastre de 1809, d'époque indéterminée, détruite.
Il est inscrit à l'inventaire général du patrimoine culturel.